# Klasztor Ganchvor
Klasztor Ganchvor Sourp Asdvadzadzin (Nawiedzenia Najświętszej Maryi Panny) – nieczynny klasztor ormiański położony w Famaguście, na Cyprze.
Klasztor Ganchvor został wybudowany w 1346 r. przez ormiańskich uchodźców z Cylicji, ale opuszczony po zdobyciu Cypru przez Turków w 1571 r. Społeczność Ormian cypryjskich wydzierżawiła ten teren w 1936 r. Klasztor został wyświęcony ponownie w 1945 r., ale znów zniszczony podczas zamieszek grecko-tureckich w 1957 r. Odbudowano go, ale w 1974 r. został zajęty przez Turków.